# Rifugio Prarayer
Das Rifugio Prarayer ist eine Schutzhütte im Aostatal in den Walliser Alpen. Sie liegt in einer Höhe von 2005 m s.l.m. innerhalb der Gemeinde Bionaz auf dem Gelände der Alm Prarayer. Die Hütte  wird von Anfang März bis Anfang November privat bewirtschaftet und bietet in dieser Zeit 50 Bergsteigern Schlafplätze.

## Anstieg
Der Weg zur Hütte beginnt am Parkplatz am Stausee Place Moulin. Von dort führt der ebene Weg über einen unbefestigten Fahrweg zur Schutzhütte. Nach wenigen Metern zweigt der Weg zum Rifugio Nacamuli al Col Collon nach links ab. Der Weg führt fast auf seiner gesamten Länge am See entlang. Lediglich während der letzten 15 min steigt man auf Wiesengelände zur Schutzhütte hinauf.
Für den keinerlei technische Schwierigkeiten aufweisenden Weg vom Parkplatz ist 1h zu veranschlagen.

## Tourenmöglichkeiten
Von der Schutzhütte lassen sich binnen 2 – 3 Stunden Sorgente del Buthier (2.374 m, die Quelle des Buthier), der Lago di Livournera (2.374 m) sowie der Col Livournera (2.858 m) und die Almen Alpeggio Brulé (2.355 m), Alpeggio Tsa de Tsan und Alpeggio Chardonney (2.364 m) erreichen.

### Übergänge
- Übergang zur Schutzhütte Rifugio Nacamuli al Col Collon (2.818 m).
- Übergang zur Schutzhütte Rifugio Perucca-Vuillermoz (2.909 m) über den Colle di Valcornera (3.066 m).
- Übergang zur Schutzhütte Rifugio Aosta (2.781 m).
- Übergang nach Arolla über den Col Collon (3.114 m).
- Übergang nach Zermatt über den Col de la Division (3.314 m) und den Col Valpelline (3.568 m).

### Gipfeltouren
Folgende Gipfel können von der Hütte erreicht werden:
- Château des Dames – 3.488 m
- Punta di Fontanella – 3.384 m
- Dôme de Tsan – 3.351 m
- Mont Brulé – 3.538 m
- Punta Budden – 3.630 m
- Becca Vannetta – 3.361 m